# 공려수리조합
공려수리조합(共勵水利組合)은 1937년 중일 전쟁을 계기로 식량수요 증가와 재정 압박 때문에 국고보조에 의존하지 않고 조합원 부담의 기채로 공사비를 지불토록 하는 조건으로 설립한 조합이다. 유지관리도 자체적으로 하였으며 1937년부터 1939년까지 57개(전체 몽리면적 6,057ha)의 공려수리조합이 설치되었다.